# Tempelblock

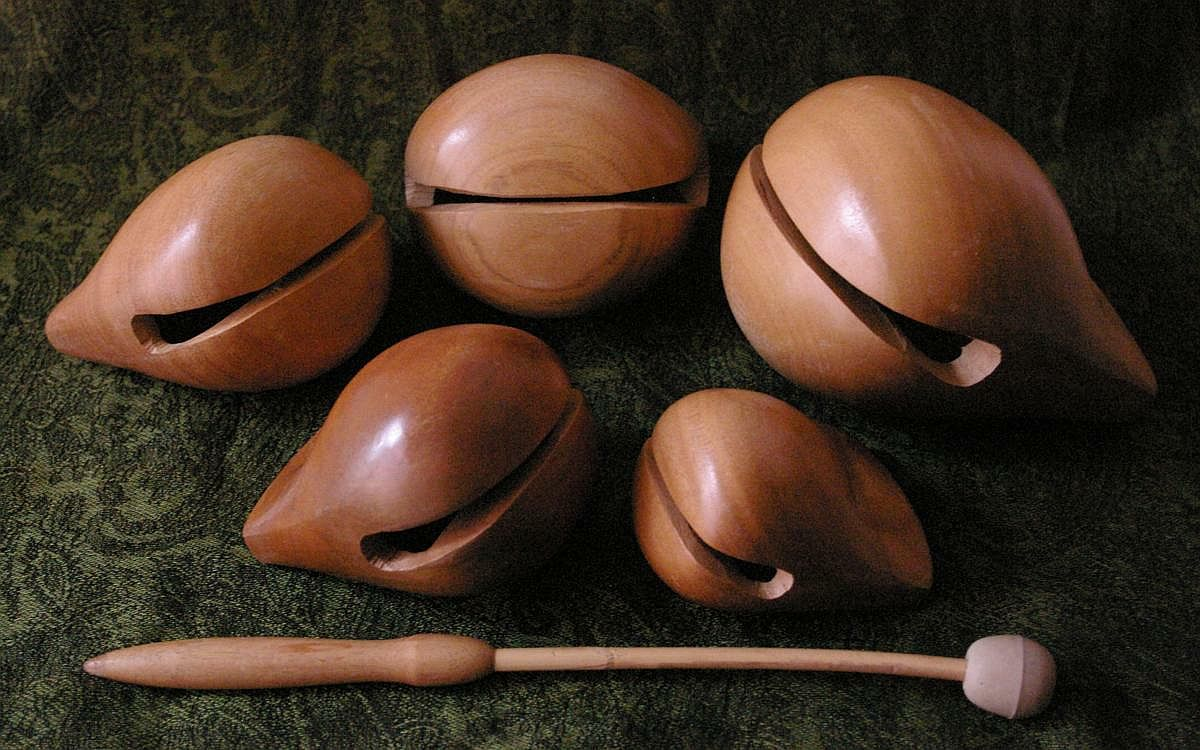
Moderne hölzerne Tempelblöcke aus industrieller Fertigung mit Schlägel

Der Tempelblock, englisch temple block, ist ein zur Gattung der Aufschlagidiophone gehörendes Musikinstrument, das traditionellerweise aus Holz und heute auch aus Kunststoff hergestellt wird. Der Tempelblock ist eine kleine Schlitztrommel wie der einfachere Holzblock und ist in seiner Formenvielfalt baugleich mit dem ebenfalls aus Ostasien stammenden Holzfisch.
In ihren Ursprungsländern China (mit dem Namen muyu, „Holzfisch“), Japan (mokugyo), Korea (mokt’ak) und Vietnam bestehen Tempelblöcke aus einem oft durch Schnitzereien verzierten, runden Stück Holz, das zunächst in der Mitte durchbohrt, dann von innen ausgehöhlt und schließlich mit einem nach außen führenden Schlitz versehen wird, so dass sich am Ende eine Form ergibt, die entfernt an ein Froschmaul oder zwei einander zugewandte Muschelschalen erinnert. 

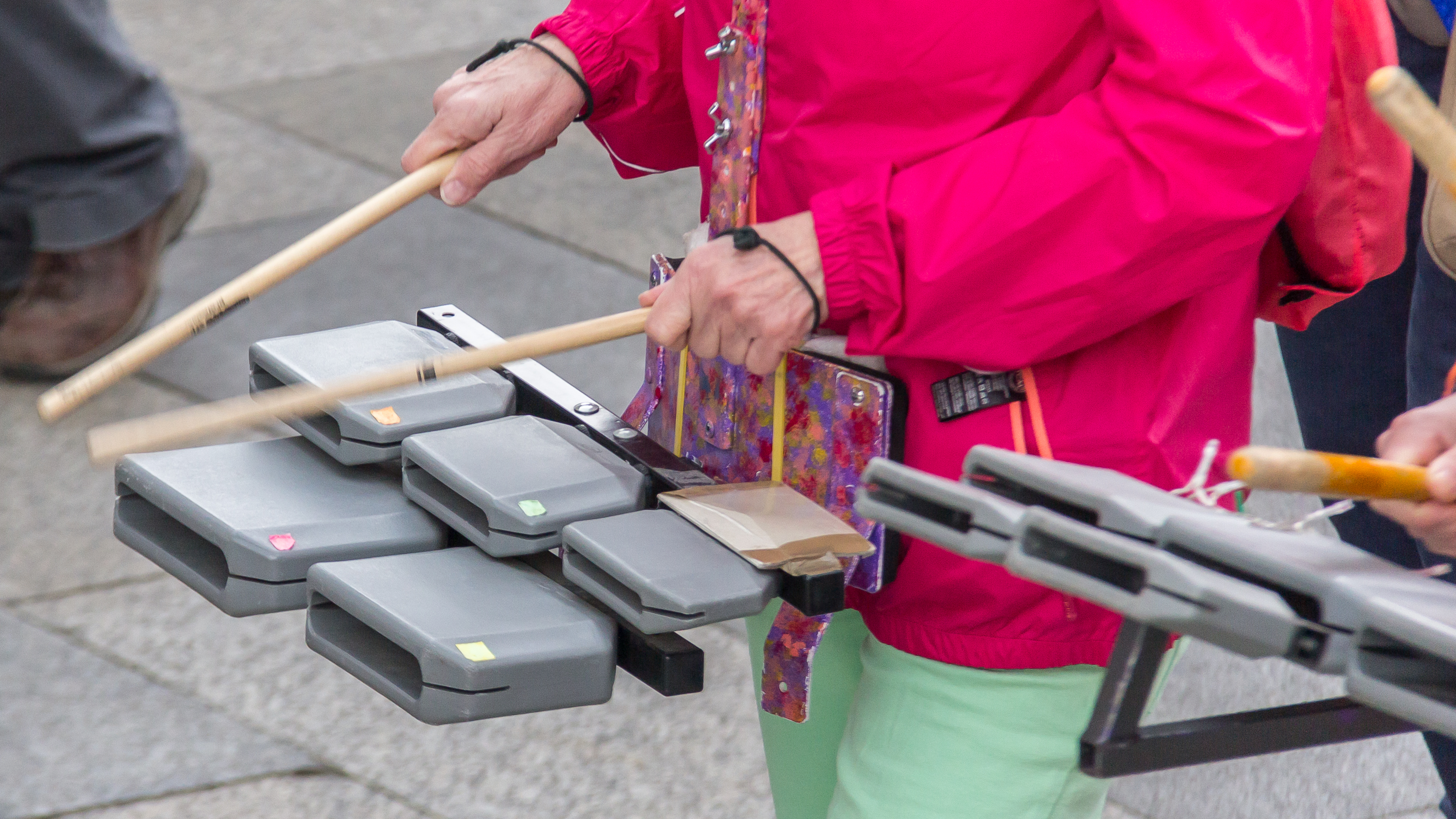
Granite Blocks

Beim Schlagen auf die Tempelblöcke entstehen einzelne Töne, die durch die im Innern schwingende Luft einen weichen und vollen Klang besitzen, während der auf zwei Seiten geschlitzte Holzblock einen schärferen, helleren Klang hervorbringt. 
Tempelblöcke werden seit alters her in der buddhistischen Ritualmusik eingesetzt, seit dem 20. Jahrhundert auch in der klassischen westlichen Musik und im Jazz.
Eine modernisierte Form der Tempelblöcke sind Granite Blocks bzw. Granitblocks, die allerdings entgegen ihrem Namen nicht aus Stein, sondern Kunststoff gefertigt werden und als solche z. B. in den Rhythmussektionen von Guggemusik- und anderen Straßenmusik-Ensembles zu finden sind.
Tempelblöcke und Granitblocks werden meist in Sätzen zu je fünf verschieden großen und damit verschieden hoch klingenden Instrumenten gespielt, die man an einem speziellen Stativ oder einem über die Schultern gehängten Tragegestell befestigen kann.